# Kerryn McCann
Pour les articles homonymes, voir McCann.
Kerryn McCann (née Hindmarsh le 2 mai 1967 à Bulli et  morte le 7 décembre 2008 à Coledale) est une athlète australienne, spécialiste des courses de fond.

## Biographie
Elle remporte l'épreuve du marathon lors des Jeux du Commonwealth de 2002 à Manchester, et des Jeux du Commonwealth de 2006 à Melbourne.
Elle décède le 7 décembre 2008 à l'âge de 41 ans des suites d'un cancer.

## Palmarès
| Date | Compétition           | Lieu       | Résultat | Épreuve  | Marque          |
| ---- | --------------------- | ---------- | -------- | -------- | --------------- |
| 1995 | Championnats du monde | Göteborg   | 15e      | Marathon | 2 h 36 min 29 s |
| 1996 | Jeux olympiques       | Atlanta    | 28e      | Marathon | 2 h 36 min 41 s |
| 1999 | Championnats du monde | Séville    | 23e      | Marathon | 2 h 38 min 31 s |
| 2000 | Jeux olympiques       | Sydney     | 11e      | Marathon | 2 h 28 min 37 s |
| 2002 | Jeux du Commonwealth  | Manchester | 1re      | Marathon | 2 h 30 min 5 s  |
| 2004 | Jeux olympiques       | Athènes    | 31e      | Marathon | 2 h 41 min 41 s |
| 2006 | Jeux du Commonwealth  | Melbourne  | 1re      | Marathon | 2 h 30 min 54 s |

## Records
| Épreuve  | Performance     | Lieu    | Date          |
| -------- | --------------- | ------- | ------------- |
| Marathon | 2 h 25 min 59 s | Londres | 16 avril 2000 |